# Абанин, Андрей Петрович
Андрей Петрович Абанин (1905—2000) — советский военно-политический деятель, депутат Верховного Совета РСФСР (1938—1947). Участник Великой Отечественной войны, майор.

## Биография
Родился в 1905 году в селе Покровское (ныне Плавский район Тульской области). С октября 1928 года в Рабоче-крестьянской Красной армии. Избирался депутатом Верховного Совета РСФСР I созыва от Ленинградской области (1938—1947). Делегат XVIII-го съезда ВКП(б), который проходил в Москве 10—21 марта 1939 года. Участник Великой Отечественной войны, в звании батальонного комиссара был военным комиссаром Ленинградского военно-пехотного Краснознамённого училища им. С. М. Кирова, которое с 30 июня 1941 г. по 18 августа 1941 г. в полном составе участвовало вместе с другими частями и соединениями в обороне Ленинграда на Лужском рубеже. Суровым испытанием для офицеров и курсантов училища явилась Великая Отечественная война. За образцовое выполнение боевых заданий командирования в борьбе с немецко-фашистскими захватчиками и проявленные при этом доблесть и мужество училище стало дважды Краснознаменным. В 1941 году училище было эвакуировано в г. Березники Молотовской области. В октябре 1942 г. в Вооружённых сила СССР было введено полное единоначалие и отмена института военных комиссаров, в связи с чем переаттестован в декабре 1942 года в майора.

## Воинские звания
- Батальонный комиссар
- Старший батальонный комиссар
- Майор

## Награды
- Орден Красной Звезды (03.11.1944)
- Медаль «За победу над Германией в Великой Отечественной войне 1941—1945 гг.» (09.05.1945)[3]